# Dieudonné
Dieudonné – miejscowość i gmina we Francji, w regionie Hauts-de-France, w departamencie Oise.
Według danych na rok 1990 gminę zamieszkiwało 791 osób, a gęstość zaludnienia wynosiła 76 osób/km² (wśród 2293 gmin Pikardii Dieudonné plasuje się na 361. miejscu pod względem liczby ludności, natomiast pod względem powierzchni na miejscu 423.).